# Kulturens hus
Se även kulturhus.

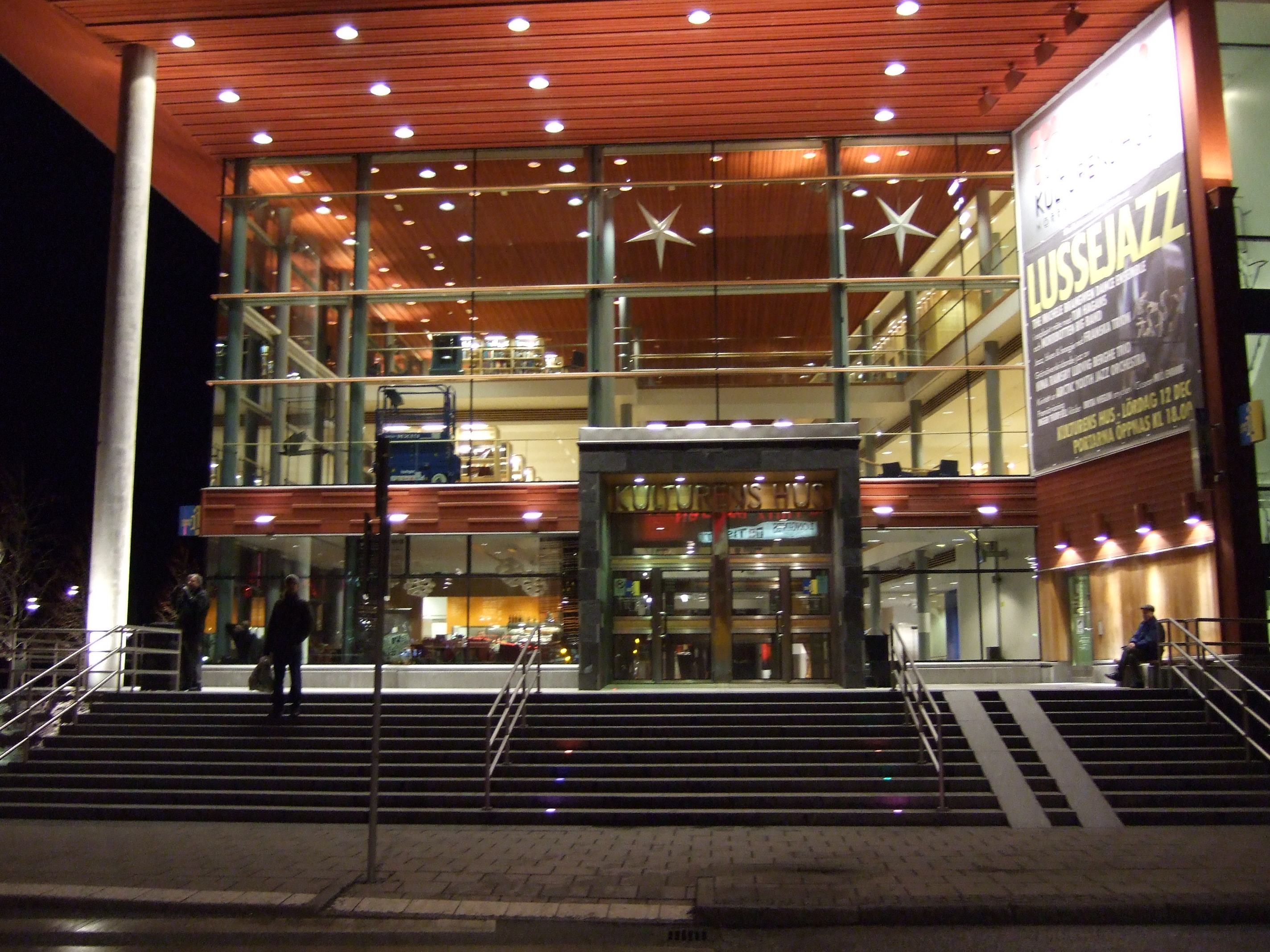
Kulturens hus entré

Kulturens hus är en kulturanläggning i Luleå, som invigdes 2007.
Anläggningen är 14 000 m² stor, och inrymmer stadsbibliotek, konsthall, konferenslokaler, stor och liten konsertsal, multifunktionella foajéer i tre plan samt kafé och restaurang. Huset ritades av Tirsén & Aili Arkitekter med Hans Tirsén som ansvarig arkitekt.
Den stora konsertsalen inrymmer cirka 1 000 personer och i den lilla konsertsalen får upp till 300 personer plats.